# Chihiro Onitsuka
Chihiro Onitsuka (jap. 鬼束 ちひろ Onitsuka Chihiro; ur. 30 października 1980 w  Nangō, prefektura Miyazaki) – japońska piosenkarka, autorka tekstów i pianistka.
W roku 2000 wydała debiutancki singiel Shine, ale rozpoznawalność zdobyła dopiero dzięki drugiemu singlowi Gekkō'. W następnym roku wydała debiutancki album Insomnia, którym osiągnęła szczyty list przebojów japońskiego Oricon. Album sprzedał się w ponad milionie kopii. Memai, singiel z roku 2001, który wszedł w skład albumu Insomnia, zapewnił Onitsuce zwycięstwo w kategorii tekst w 43. Japan Record Awards.
Onitsuka cierpiała na różne dolegliwości zarówno fizyczne, jak i psychiczne, wynikających z rozwijającej się kariery. W roku 2004 przeszła na dwu i półroczny hiatus aż do marca 2007, po konfrontacjach z wytwórnią muzyczną, z którą związana była od roku 2000.
Na początku lat dwutysięcznych Onitsuka cieszyła się udaną karierą, jako jedna z najbardziej popularnych piosenkarek w kraju. Do roku 2009 wydała 5 albumów studyjnych, 17 singli, 2 kompilacje i kilka DVD, które sprzedały się w ponad 4,1 milionie egzemplarzy.

## Życiorys
Rodzice Onitsuki zachęcali córkę do słuchania zachodniej muzyki. Nim osiągnęła dziesięć lat pisała pierwsze wiersze, dostając za nie pochwały od rodziców, przyjaciół i nauczycieli. Onitsuka wiedziała jednak, że to za mało. Od tamtego momentu próbowała pisać codziennie, a po rozpoczęciu nauki w gimnazjum, zaczęła zyskiwać więcej pewności siebie. W tym okresie, będąc pod wpływem twórczości Alanis Morissette, poznała muzykę Jewel, która towarzysząc jej przez liceum, pchnęła do rozpoczęcia kariery muzycznej.
Mając około 70 własnych kompozycji i doświadczenie w kilku przesłuchaniach, Onitsuka w roku 1998 wzięła udział w Virgin Tokyo Artists Audition, zdobywając główną nagrodę. Mając 17 lat rozpoczęła profesjonalną karierę. Po skończeniu liceum, wiosną 1999 roku przeprowadziła się do Tokio.

## Kariera

### 2000–2001: Początek,GekkōiInsomnia
Chihiro Onitsuka debiutowała singlem Shine wydanym 2 marca 2000 roku, pod szyldem Virgin Tokyo wydanym przez Toshiba EMI. Piosenka nie odniosła sukcesu i dopiero drugi singiel Gekkō przyniósł jej rozpoznawalność.
Utwór Gekkō początkowo użyty został jako temat zamykający do Trick, TV dramy, w której główne role odgrywali Yukie Nakama oraz Hiroshi Abe, emitowanej przez stację TV Asahi. Piosenka została później wydana jako drugi singiel w sierpniu roku 2000. Debiutował na 30. miejscu japońskiego Oricona i pozostawał na liście przez dziesięć miesięcy. Gekkō było jej największym komercyjnym sukcesem, dotarło do 11. miejsca listy przebojów i sprzedało się w 500 000 kopii.
W marcu 2001 roku został wydany pierwszy studyjny album Onitsuki zatytułowany Insomnia. W albumie znalazł się utwór Gekkō wraz z nową wersją Shine oraz single: Cage oraz Memai/Edge. Cały album cechuje minimalistyczne podejście do dźwięku produkcji Takefumiego Haketa.
Album Insomnia zadebiutował na liście albumów Oriconu ze sprzedażą ponad 400 000 kopii. Całkowita sprzedażą do końca roku 2002 osiągnęła ponad 1,3 miliona egzemplarzy. Sprawiło to, że Onitsuka stała się drugą najmłodszą wokalistką z albumem zajmującym pierwsze miejsce na liście Oricon obok Utady Hikaru, której debiutancki album zdobył pierwsze miejsce (Hikaru miała wówczas 16 lat). W grudniu 2001 roku Onistuka została nagrodzona w kategorii Najlepszy Tekst podczas Japan Record Award za utwór Memai oraz rok później w kategorii Rockowy Album Roku za album Insomnia na Japan Gold Disc Award.

### 2001–2003:This ArmoriSugar High
Po ukazaniu się pierwszego DVD Me And My Devil (kolekcji teledysków), Onitsuka wyjechała w swoją pierwszą trasę koncertową Chihiro Onitsuka Live Tour 2001. Pojawiła się wówczas podczas kilku letnich rockowych festiwali, które miały miejsce w całej Japonii. Podczas występów śpiewała wyłącznie do akompaniamentu pianina.
Podczas gdy album Insomnia pozostawał na liście Oriconu, Onitsuka wydała podwójny singiel Infection/Little Beat Rifle (wrzesień 2001). Utwór Infection użyty został jako tematyczna piosenka do Hyouten [氷点] (2001), odświeżonej wersji TV dramy stworzonej na podstawie powieści o tym samym tytule autorstwa Ayako Miury. Jednak to utwór Little Beat Rifle został wybrany do promocji singla. Wpływ na to miała zbieżność tekstu utworu z wydarzeniami mającymi miejsce z 11 września w Stanach Zjednoczonych i chęć uniknięcia kontrowersji na tym tle.
W listopadzie 2001 ukazało się pierwsze koncertowe LIVE DVD zatytułowane Cradle On My Noise.
W 2001 roku muzyka Onitsuki dotarła za granicę. Utwór Innocence (jap. イノセンス) z albumu Insomnia został użyty do telewizyjnej kampanii korporacji Applied Materials powstałej w Dolinie Krzemowej (Kalifornia). Kampania emitowana była na różnych kanałach w tym CNBC i CNN, rezultatem czego było wiele telefonów od telewidzów z pytaniem kim była piosenkarka, którą usłyszeli. Ponadto piosenka Rasen została użyta w filmie Luca Bessona Wasabi, w którym główne role zagrali Jean Reno oraz Ryōko Hirosue.
Jej drugi album studyjny This Armor został wydany w marcu roku 2002. Zawarł w sobie single Infection oraz Ryūseigun, który użyty został jako piosenka tematyczna do sequelu serii Trick. Na albumie ukazała się nowa wersja utworu Arrow of Pain, który wydany był wcześniej na singlu  Gekkō oraz Little Beat Rifle z singla Infection.
Krótko po ukazaniu się albumu This Armor, Onitsuka rozpoczęła drugą trasę koncertową zatytułowaną Live Vibe 2002. Piosenkarka zachorowała jednak na nieżyt żołądka i jelit z powodu przepracowania, w wyniku czego przełożyła dwa przedstawienia, które odbyć się miały w Osace i Sendai. Aby zregenerować zdrowie, Onitsuka ogłosiła hiatus po zakończeniu trasy. W listopadzie 2002 powróciła z przedstawienie na żywo w Nippon Budōkan. Koncert nosił tytuł Ultimate Clash 2002 i został później wydany pod tym samym tytułem na DVD. Podczas występu Onitsuka zaśpiewała kilka nowych piosenek, które ukazały się na trzecim albumie studyjnym – Sugar High – wydanym w dziewięć miesięcy po This Armor. Album uplasował się na drugim miejscu list albumów.
W 2003 Onitsuka wydała 3 single, jednakże osiągnęły mniejszy sukces niż te z początku kariery. Siódmy singiel – Ii Hi Tabidachi, Nishi e – był jednym z nielicznych materiałów, które Onitsuka nie napisała sama. Utwór był nową aranżacją przeboju muzycznego o tym samym tytule śpiewanego przez Momoe Yamaguchi w 1978. Do odświeżonej wersji utworu Shinji Tanimura, który skomponował oryginalną wersję, napisał nowe słowa. Interpretacja Onitsuki została użyta jako temat w kampanii Japońskich Kolei Discover The West. Początkowo Onitsuka planowała uczestniczyć w kampanii, ale później zrezygnowała.
Latem 2003 Onitsuka zachorowała na tzw. guzki śpiewacze. Krótko po wydaniu singla Ii Hi Tabidachi, Nishi e przeszła operację, by złagodzić zły stan zdrowia. W tym czasie wydała utwór Watashi to Waltz wo, który podobnie jak Gekkō i Ryūseigun stał się jesienią 2003 piosenką końcową do serii Trick. Utwór wydany został po operacji gardła w listopadzie 2003 i był ostatnim singlem Onitsuki wydanym dla EMI.
Czwarty album studyjny planowany był na luty 2004, a jego numer katalogowy został ustalony. Jednak ostatecznie nie został wydany. Zamiast tego wytwórnia wydała bez jej zgody kompilację wszystkich singli, jakie do tamtej pory się ukazały.

### 2004–2006:Sodatsu zassōoraz przerwa w aktywności
W maju 2004 Onitsuka porzuciła wytwórnię EMI i podpisała kontrakt z Universal Music, czym zdobyła więcej wolności w swojej pracy. Wydała jeden, rockowy singel – Sodatsu zassō, który był wielką zmianą w porównaniu do folkowo-popowego stylu wcześniejszych piosenek. Jeszcze przed wydawnictwem odbyła koncert, na którym wykonała singiel i cover Nirvany. W porównaniu do popularnego przekonania, nie ogłosiła przerwy, z tego też powodu brak nowych wydań był wielką zagadką dla fanów Onitsuki, którzy gorliwie i z nadzieją przewidywali nowe wydanie.
Onitsuka poinformowała, że jej przerwa od muzycznej sceny spowodowana była pogorszeniem stanu psychicznego wynikającego z serii wydań i zapełnionego grafika. Jednakże w wywiadzie udzielonym 19 października 2007 na łamach japońskiego magazynu o muzyce popularnej Barfout, Onitsuka poinformowała, że w 2004 roku próbowała popełnić samobójstwo z powodu przedawkowania lekarstw. Dodatkowo napomknęła, że chorowała na polipy na strunach głosowych, jak i cierpiała na zaburzenia łaknienia, co było powodem spadku jej wagi do 36 kg.

### 2007–2017
Onitsuka rozpoczęła pełny powrót do przemysłu muzycznego w 2007 wraz z występem na żywo 17 marca w AP BANG! Tokyo Kankyo Kaigi, Studio Coast, Tokyo. Poinformowała również o planach wydania nowego albumu i trasie koncertowej. Pierwszym nowym utworem było Everyhome, który ukazał się 30 maja. Osiągnął on 9. miejsce na tygodniowej liście Oriconu.
Mimo że Onitsuka pracowała wówczas pod szyldem nowej wytwórni, Toshiba EMI nadal wydawało jej utwory pod postacią DVD oraz kolekcji singli. Kompilacja nie posiadała nawet zdjęć Chihiro na okładce, a zamiast tego przedstawili rysunek.
Singel Bokura barairo no hibi osiągnął 13. miejsce na liście top 100 Oriconu.
Przedsprzedaż LAS VEGAS sprawiła, że album zajął 4. miejsce na Amazon.com Japan Music Top Sellers. Poza tym osiągnął on 2. miejsce Oricon Daily Charts i 6. miejsce Weekly Charts.
W kwietniu 2011 Onitsuka wydała nowy singiel Aoi Tori. Krótko po nim ukazał się album zatytułowany Ken to Kaeda.
W 2013 roku Onitsuka wydała singiel Itazura Piero wyłącznie na potrzeby trasy koncertowej rozpoczętej 11 marca, a następnie dała go do sprzedaży 7 maja. 18 grudnia tego samego roku ukazał się singiel This Silence Is Mine/Anata to SciencE. Utwór This Silence Is Mine napisany został na potrzeby promocji gry Drakengard 3 na konsole PlayStation 3. Anata to SciencE posłużyło do promocji nadchodzącej trasy z grupą muzyczną nazwaną Onitsuka Chihiro & BILLYS SANDWITCHES.
W roku 2014 Onitsuka pojawiła się gościnnie w teledysku piosenki In All Weathers zespołu Sukekiyo.

## Twórczość
Krytyk muzyczny Tetsu Misaki w 2002 roku zauważył, że Onitsuka była jedną z nielicznych popowych piosenkarek śpiewających o gniewie, cytując słowa tekstu z Shine – isu o keritaoshi 「椅子を蹴り倒し」(kopać krzesło) – czy z Gekkō – fuhai shita sekai「腐敗した世界」(zdeprawowany świat). Chwalił on jej „silnego ducha” i pisanie bez wahania, ale zauważył również, że jej teksty nie były jak standardowa poezja, gdyż traktowały o rzeczach bez ogródek.
Ponadto Misaki stwierdził, że słowa jej piosenek były trudne w interpretacji, pomimo faktu, że nie używała skomplikowanych słów. Przeciwstawia on jej teksty, do tych Ayumi Hamasaki, która we wczesnych latach dwutysięcznych pisała o „łatwym do zrozumienia smutku”, podczas gdy nie było takie jasne co powodowało smutek w słowach Onitsuki. Następnie Misaki zauważył, że Onitsuka używała w swych piosenkach słów odnoszących się do części ciała, w szczególności nóg, co nie było na porządku dziennym w popularnej muzyce japońskiej.
Misaki stwierdził również, że tytuły piosenek Onitsuki mają niewiele wspólnego z treścią utworów, co tworzyło dysonans. Jako przykłady wskazał Gekkō znaczące bezksiężycowy, Memai niemające nic wspólnego z zawrotami głowy oraz Rasen, które zamiast mówić o krążeniu po spirali, dla odmiany traktuje o ruchu naprzód.

## Dyskografia[19]

### Albumy
- Insomnia [インソムニア] (7.03.2001)
- This Armor (6.03.2002)
- Sugar High (11.12.2002)
- Las Vegas (31.10.2007)
- Dorothy (28.10.2009)
- Ken to Kaede [剣と楓] (20.04.2011)
- Famous Microphone (30.05.2012) – Cover album
- Tricky Sisters Magic Burger (24.09.2014)
- Syndrome [シンドローム] (1.02.2017)

### Single
- Shine [シャイン] (2000)
- Gekkō [月光] (2000)
- Cage (2000)
- Memai [眩暈] (2001)
- Edge (2001)
- Infection (2001)
- Little Beat Rifle (2001)
- Ryūseigun [流星群] (2002
- Rollin' (2002)
- Ibara no Umi [茨の海] (2002)
- King of Solitude (2002)
- Castle Imitation (2002)
- Sign (2003)
- Beautiful Fighter (2003)
- Koe [声] (2003)
- Ii Hi Tabidachi, Nishi e [いい日旅立ち、西へ] (2003)
- Watashi to Waltz o [私とワルツを] (2003)
- Sodatsu Zassō [育つ雑草] (2004)
- Everyhome (2007)
- Bokura Barairo no Hibi [僕等　バラ色の日々] (2007)
- Hotaru [蛍] (2008)
- X (2009)
- Last Melody [ラストメロディー] (2009)
- Kaerimichi o Nakushite [帰り路をなくして] (2009)
- Kagerō [陽炎] (2009)
- Steal This Heart (2009)
- Aoi Tori [青い鳥] (2011)
- Itazura Pierrot [悪戯道化師] (2013)
- This Silence Is Mine (2013)
- Anata to SciencE [あなたとSciencE] (2013)
- Inori ga Kotoba ni Kawaru Koro [祈りが言葉に変わる頃] (2014)
- Star Light Letter [スター・ライト・レター] (2015)
- Good Bye My Love (2016)

### Kompilacje
- Onitsuka Chihiro Single Box [鬼束ちひろ　シングルBOX] (17.03.2004)
- The Ultimate Collection (1.12.2004)
- Singles 2000-2003 (7.09.2005)
- One of Pillars: Best of Chihiro Onitsuka 2000-2010 (28.04.2010)
- Good Bye Train: All Time Best 2000-2013 (10.12.2013)
- Tiny Screams [Live CD] (21.06.2017)

### DVD

#### Teledyski
- Me and My Devil (11.04.2001)
- Princess Believer (11.12.2002)
- The Complete Clips (1.12.2004)
- Hard Red Fantasia (30.06.2010)

#### LIVE Koncerty
- Cradle on My Noise Live: Live Insomnia Video Edition (7.11.2001)
- Ultimate Crash '02 Live at Budokan (21.05.2003)
- Nine Dirts and Snow White Flickers (6.08.2008)
- Hotel Murderess of Arizona My Gun (14.03.2012)
- Endless Lesson (29.11.2017)